# Kınık (Yukarı), Kızılcahamam
Kınık là một xã thuộc huyện Kızılcahamam, tỉnh Ankara, Thổ Nhĩ Kỳ.